# Unforgettable (serie televisiva)
Unforgettable è una serie televisiva statunitense trasmessa in quattro stagioni dal 2011 al 2016, dapprima da CBS e poi da A&E Network.
In lingua italiana la serie è trasmessa in prima visione in Italia dal 1º febbraio 2012 sul canale satellitare Fox Crime; il debutto in chiaro è avvenuto il 22 aprile 2012 sul canale italiano Cielo con il solo episodio pilota, mentre i successivi sono trasmessi in Svizzera dall'11 settembre 2012 su RSI LA1 e in Italia dal 15 settembre 2015 su TV8.

## Trama
Carrie è un'ex poliziotta di Syracuse affetta da ipertimesia, una condizione che le dà la capacità di ricordare ogni dettaglio della sua vita. Nonostante un'iniziale riluttanza, decide di accettare la proposta del suo ex compagno ed ex collega Al Burns e di unirsi alla squadra omicidi della polizia del Queens, uno dei distretti della città di New York. La decisione le permette di far luce sull'unica cosa che sembra aver dimenticato, ovvero chi abbia ucciso sua sorella diversi anni prima.

## Episodi
| Stagione         | Episodi | Prima TV USA | Prima TV in italiano |
| ---------------- | ------- | ------------ | -------------------- |
| Prima stagione   | 22      | 2011-2012    | 2012                 |
| Seconda stagione | 13      | 2013-2014    | 2013-2014            |
| Terza stagione   | 13      | 2014         | 2014-2015            |
| Quarta stagione  | 13      | 2015-2016    | 2016                 |

## Personaggi e interpreti
- Carrie Wells (Stagione 1-4) interpretata da Poppy Montgomery e doppiata da Barbara De Bortoli
Un'ex poliziotta di Syracuse affetta da ipertimesia e segnata dalla morte della sorella maggiore Rachel di cui non ricorda la causa della morte.
- Al Burns (Stagione 1-4) interpretato da Dylan Walsh e doppiato da Francesco Prando
Tenente del 117º distretto della polizia del Queens di New York ed ex-fidanzato di Carrie. È lui che la reintroduce nella polizia come consulente. Nonostante cerchi di non darlo a vedere è ancora innamorato di Carrie.
- Joanne Webster (Stagione 1-3) interpretata da Jane Curtin e doppiata da Aurora Cancian
Medico Legale.
- Eliot Delson (Stagione 2-3 Guest 4) interpretato da Dallas Roberts e doppiato da Francesco De Francesco
Deputato speciale del sindaco di New York e nuovo capo della sezione Major Crimes del NYPD.
- Jay Lee (Stagione 2-4) interpretata da James Hiroyuki Liao e doppiato da Francesco Meoni
Detective della sezione Major Crimes del NYPD.
- Cherie Rollins-Murray (Stagione 2-3) interpretato da Tawny Cypress e doppiata da Patrizia Burul
Ex-agente dell'FBI.
- Roe Sanders (Stagione 1) interpretato da Kevin Rankin e doppiato da Roberto Certomà
Giovane detective e collega di Al e Carrie.
- Mike Costello (Stagione 1) interpretato da Michael Gaston e doppiato da Michele Kalamera
Collega e braccio destro di Al e amico di Carrie.
- Nina Inara (Stagione 1) interpretata da Daya Vaidya e doppiata da Laura Romano
Collega di Al e Carrie.

## Produzione
Basata sul racconto The Rememberer di J. Robert Lennon, la serie televisiva è stata ideata da Ed Redlich e John Bellucci. L'attrice Marilu Henner, che nella vita reale soffre di ipertimesia come il personaggio protagonista Carrie Wells, ha lavorato nella produzione come consulente.
Il 25 ottobre 2011, grazie ai buoni ascolti ottenuti, la CBS ha ordinato la produzione di una prima stagione completa da 22 episodi. Il 13 maggio 2012, nel corso degli upfront della CBS, l'emittente aveva inizialmente cancellato la serie nonostante il discreto seguito di pubblico; tuttavia, già nel mese successivo iniziarono a circolare voci su un suo possibile ritorno in palinsesto. Il 29 giugno 2012, la CBS ha confermato il ritorno in onda di Unforgettable con una seconda stagione da 13 episodi, in onda nell'estate del 2013. Il 27 settembre 2013 l'emittente ha annunciato il rinnovo della serie per una terza stagione da 13 episodi, in onda nell'estate del 2014.
Il 10 ottobre 2014, CBS ha cancellato la serie dopo tre stagioni prodotte. Il 6 febbraio 2015 Unforgettable è stata tuttavia riportata in vita da A&E Network, che ne ha annunciato la produzione di una quarta stagione, sempre da 13 episodi, trasmessa dal 27 novembre 2015 al 22 gennaio 2016. Nel mese di febbraio 2016 anche A&E decise di cancellare la serie.

## Distribuzione internazionale
La serie è stata trasmessa anche nei seguenti paesi:
- Canada, dal canale CTV
- Australia, dal canale Nine Network
- Svizzera, dal canale RSI LA1